# Hlubočepské viadukty

Schéma polohy hlubočepských viaduktů (znázorněny)

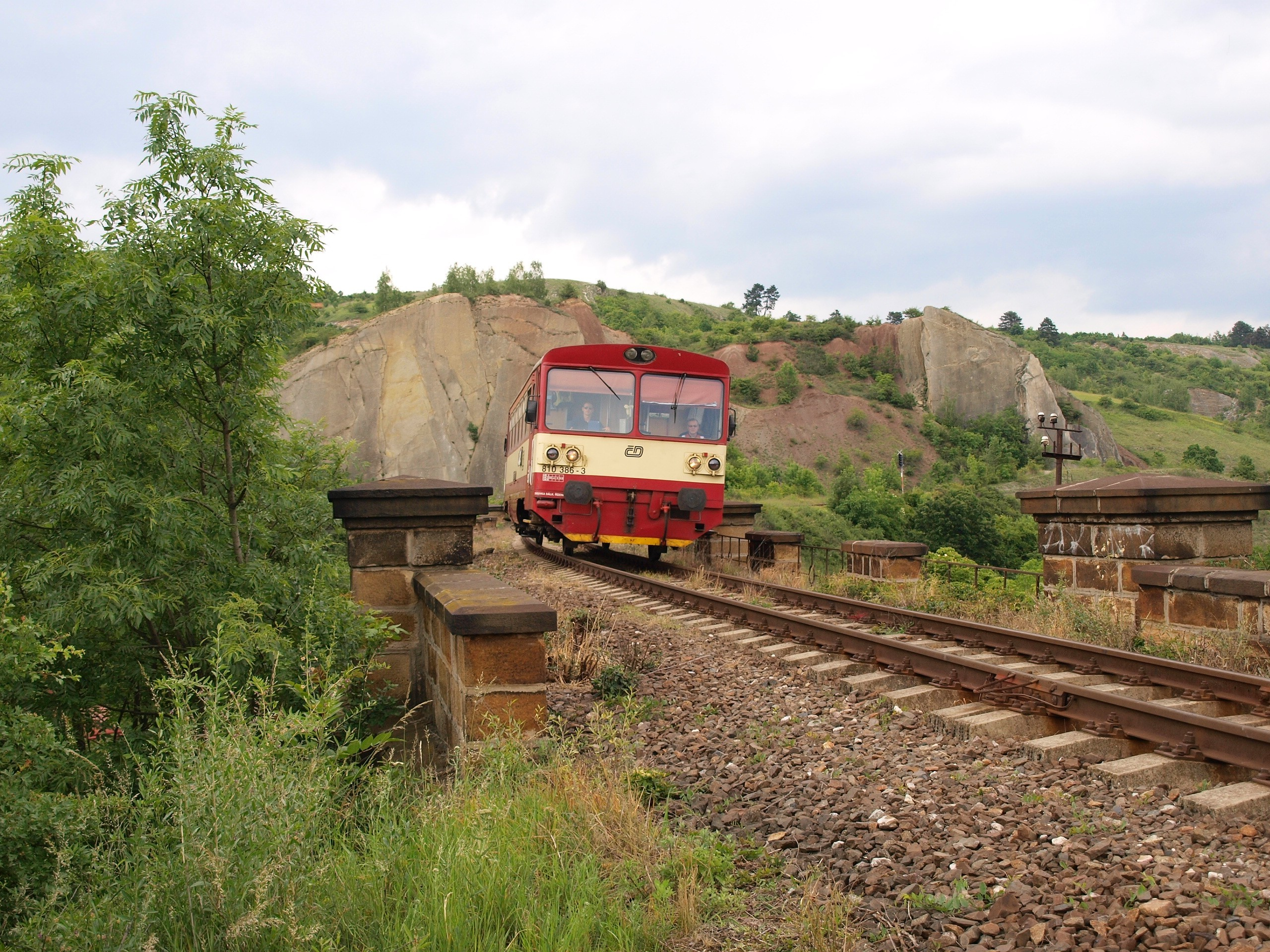
Motorový vůz 810 na severozápadním viaduktu

Hlubočepské viadukty je souhrnné označení pro dva železniční mosty na železniční trati ze Smíchovského nádraží do Hostivic, které se nacházejí v Hlubočepích v Praze.
Oba viadukty byly postaveny během budování jedné větve Buštěhradské dráhy v letech 1870–1872 (autor Wilhelm Ast, firma bratří Kleinů). Nákladní doprava na trati, tedy i viaduktech, byla zahájena 3. července 1872 a osobní 16. září 1872. Trať z důvodu velkého stoupání opisuje okolo Hlubočep oblouk 180 stupňů. Úsek z Prahy-Smíchova severního nástupiště nad Hlubočepy přes Prahu-Žvahov do Prahy-Jinonic je označován jako Pražský Semmering podle horské dráhy Semmering v Rakousku mezi Vídní a Štýrským Hradcem právě pro svůj horský charakter a rozvinutí trati smyčkou vracející se o více než 180° přes dvojici Hlubočepských viaduktů. V blízkosti jihovýchodního viaduktu se nachází přírodní památka Železniční zářez. 

## Jihovýchodní viadukt

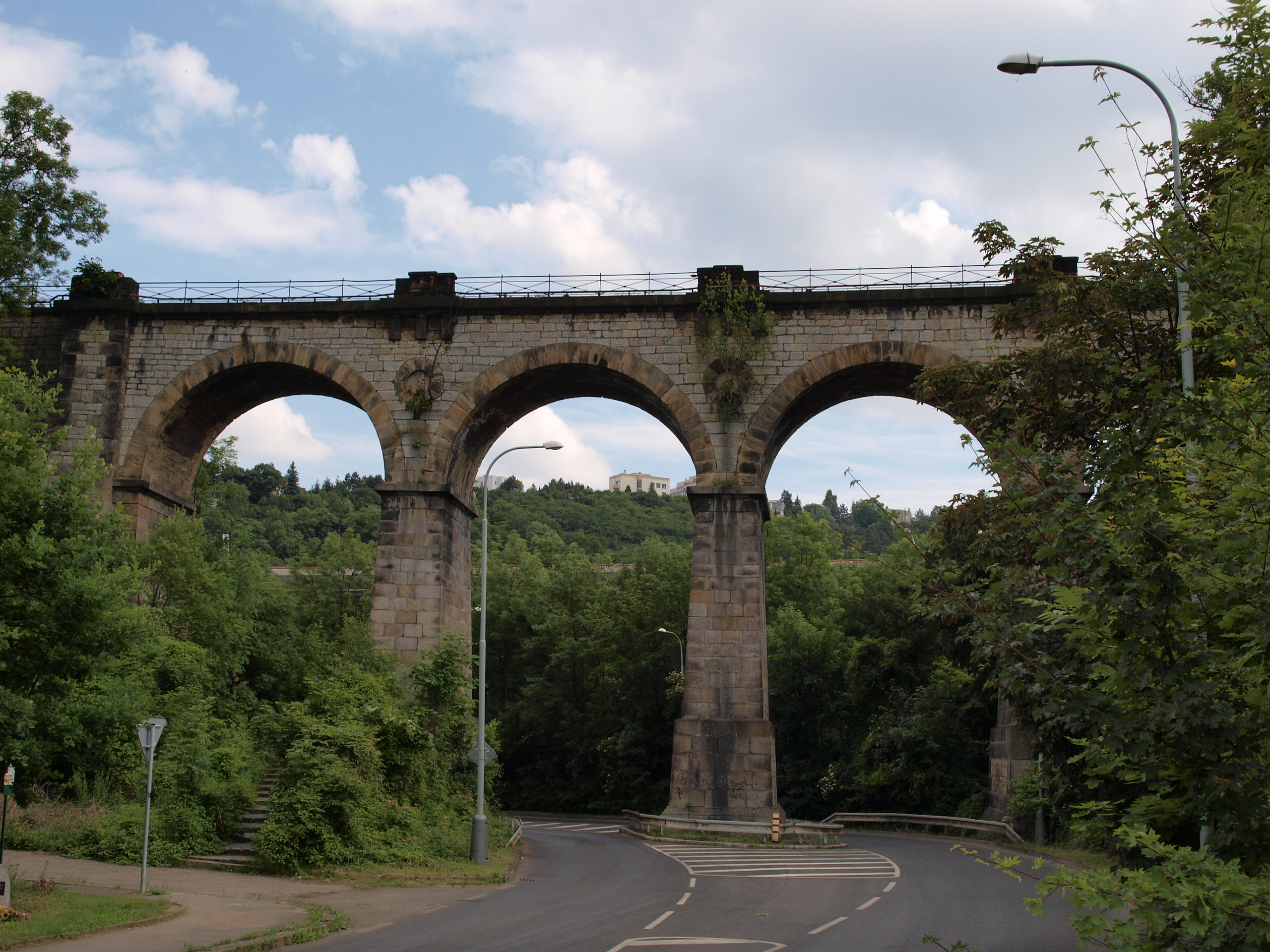
Část jihovýchodního viaduktu překlenující Hlubočepskou ulici

Delší a vyšší z viaduktů, jihovýchodní (označován též jako dolní) je 115 metrů dlouhý a 23–25 metrů vysoký. Překlenuje na úrovni Na Srpečku Hlubočepskou ulici a železniční trať 173 vedoucí údolím. Most má sedm oblouků a částečně leží v oblouku. Pole mezi třetím a čtvrtým pilířem je vyplněno ocelovou konstrukcí.
Viadukt je chráněn jako kulturní památka Viadukt Buštěhradské dráhy.

## Severozápadní viadukt

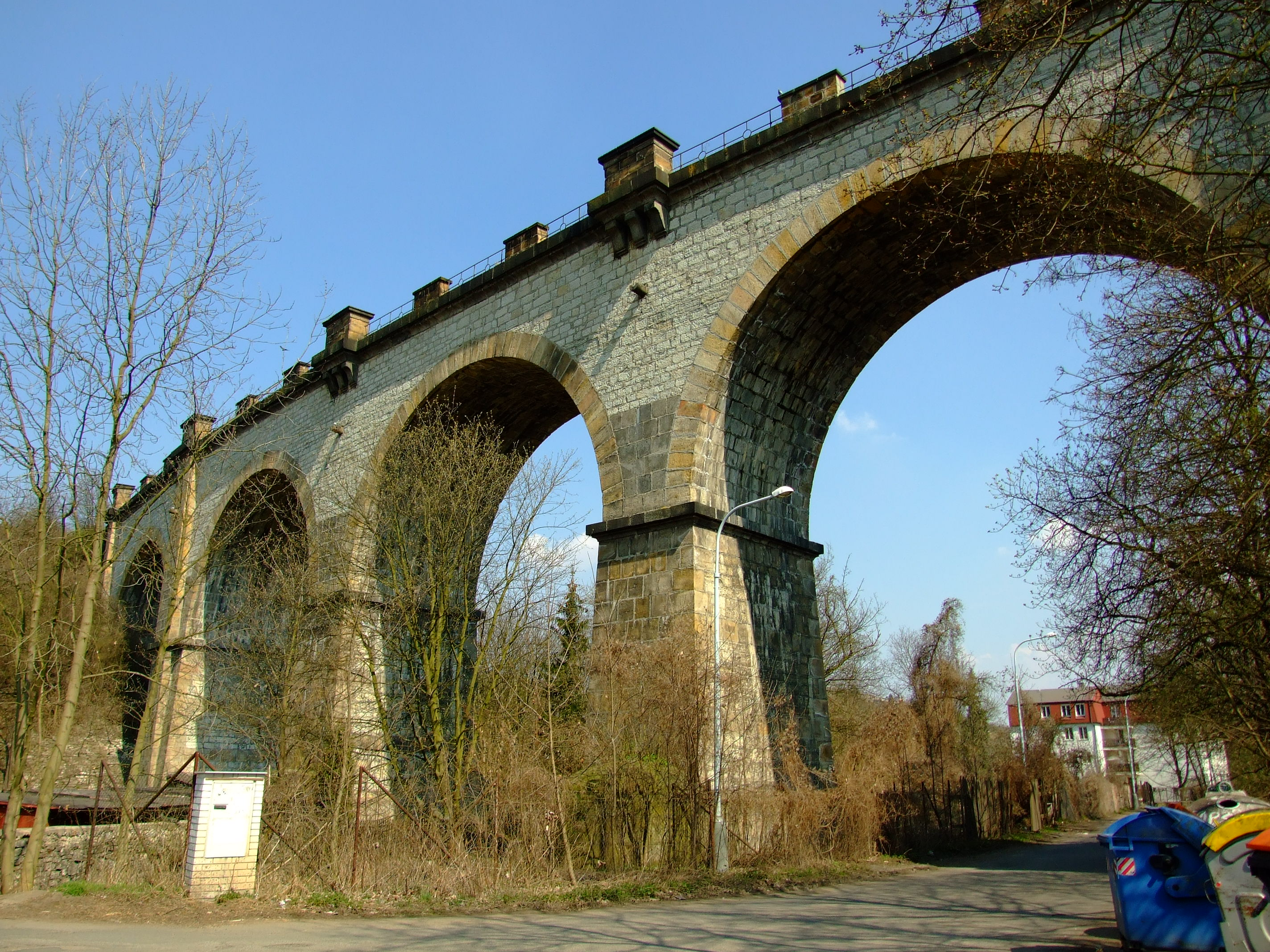
Severozápadní viadukt

Severozápadní viadukt (označován též jako horní) leží 500 metrů od jihovýchodního a překlenuje Hlubočepskou ulici v místě před začátkem Prokopského údolí. Most má pět oblouků a je 92 metrů dlouhý a 20 metrů vysoký.
Od roku 2006 je viadukt součástí kulturní památky Soubor věcí Buštěhradské dráhy.

## Opravy
Od září 2018 do září 2019 probíhala rekonstrukce obou viaduktů a železničního svršku. U jihovýchodního viaduktu byla vyměněna ocelová konstrukce.